# Rue Chardin
La rue Chardin est une voie du 16e arrondissement de Paris, en France,

## Situation et accès
Cette rue, longue de 91 mètres et large de 12, commence au 5, rue Le Nôtre et finit au 4, rue Beethoven. Parallèle à la Seine, elle est en sens unique vers la rue Le Nôtre.
Le site est desservi par la ligne 6 à la station Passy.

## Origine du nom

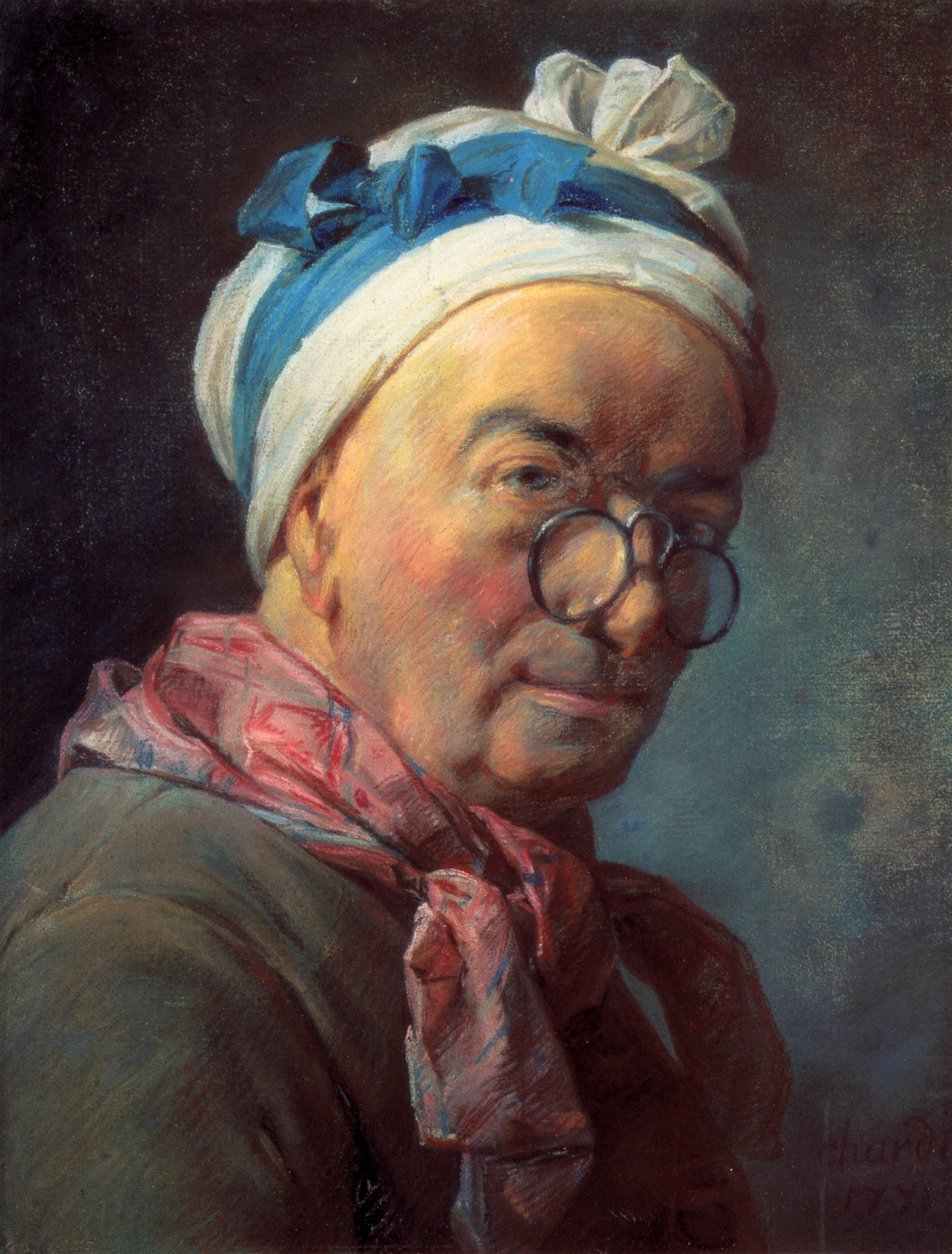
Jean Siméon Chardin, Autoportrait aux besicles (1771).

Elle est nommée en l'honneur du peintre et pastelliste français Jean Siméon Chardin (1699-1779).

## Historique
Cette voie est ouverte par la Ville de Paris sous sa dénomination actuelle par un décret du 10 novembre 1877 à l'emplacement de l’ancienne église du couvent des Minimes de Chaillot.

## Bâtiments remarquables et lieux de mémoire

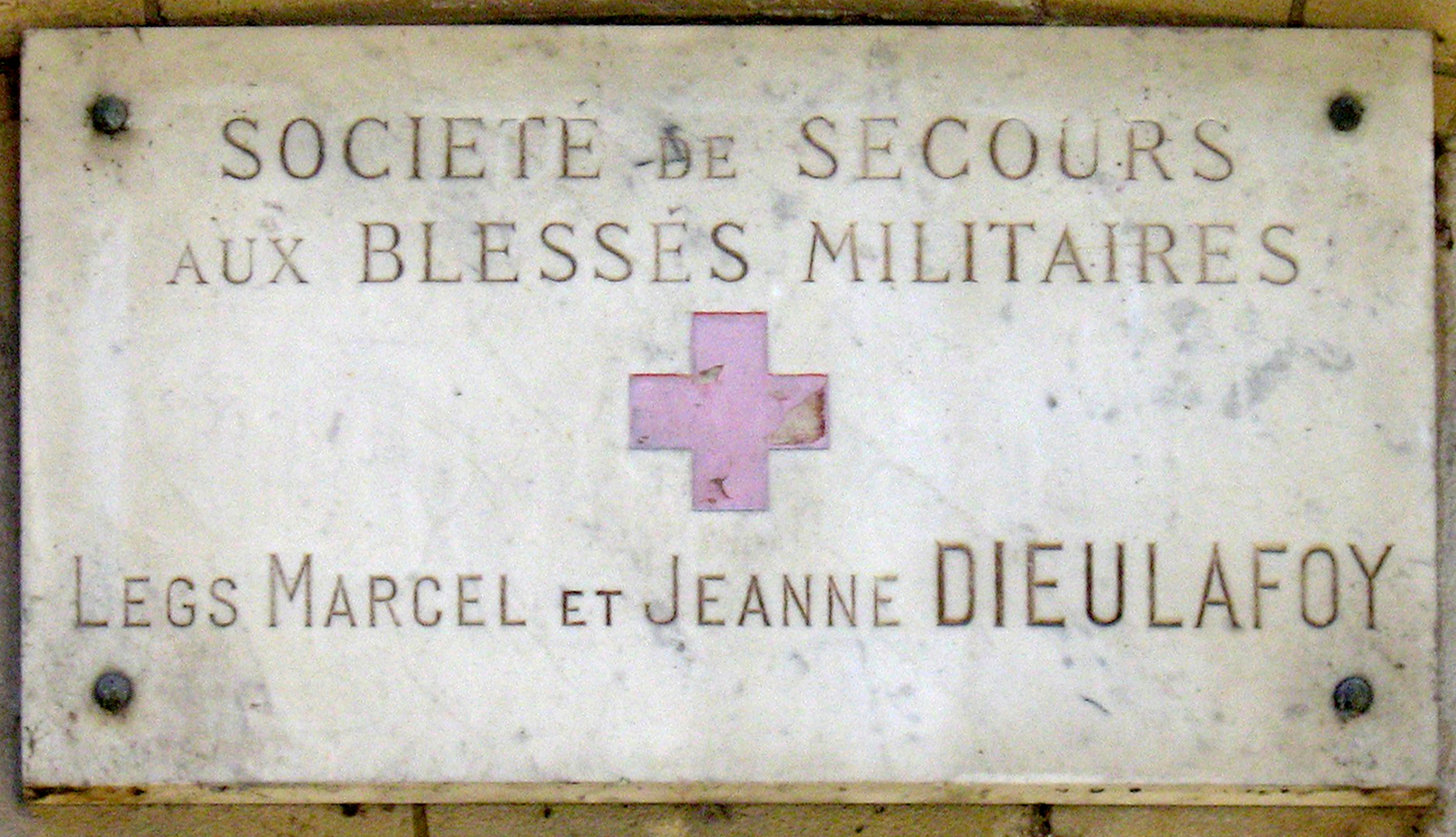
No 12 : plaque sur la façade mentionnant Marcel et Jane Dieulafoy.

- No 1 : le peintre Jean-François Raffaëlli (1850-1924) habite à cette adresse dans les années 1900[2].
- Nos 2-4 : entrée de service de l'hôtel de La Trémoille, construit en 1912 ; aujourd'hui résidence de l'ambassadeur de la république de Serbie.
- No 6 (démoli) : la voyante Madame Fraya a habité à cette adresse[3] et y est morte en 1954.
- Nos 7-13 : International School of Paris (en).
- No 10 : 
  - Hôtel particulier de 1880 construit pour l’éditeur Alphonse Lemerre ; on reconnaît d’ailleurs sur le linteau du portail d’entrée l'enseigne de la maison d’édition « L’homme à la bêche ». L'artiste Philipe Carré (1930-2022) a réalisé en 1991 les décorations peintes du hall d'entrée de cet hôtel particulier.
  - Le chanteur Michel Delpech a habité rue Chardin, où il avait acheté un hôtel particulier (Il semble qu'il s'agisse du no 10 de la rue) de 600 m2, sur trois niveaux, dont il occupait le dernier étage[4]. Dans la chanson Piou, j’t’embrasse, le chanteur évoque son « château d’la rue Chardin ».
- No 11 bis : l'architecte Deneu de Montbrun y meurt en 1960[5].
- No 12 : hôtel Dieulafoy construit par Joseph Vaudremer en 1895 pour son ami l’archéologue Marcel Dieulafoy[6]. La Revue illustrée en donne, le 1er septembre 1903, la description suivante : « Après avoir gravi un escalier de bois sculpté, on arrive au superbe salon du premier étage dont le principal ornement est une cheminée gothique monumentale. Et partout ce ne sont que meubles rares, vases précieux et bibelots étranges qui rappellent les civilisations passées ; le cabinet de travail de Mme Dieulafoy est particulièrement élégant avec ses tentures de velours bleu sur lesquelles se détachent les riches reliures qui ornent sa bibliothèque. C’est dans cet hôtel délicieusement orné que, chaque dimanche, se donne rendez-vous tout ce que Paris compte de célébrités mondaines, artistiques et scientifiques »[7]. En 1920, à la mort de Marcel Dieulafoy, l'hôtel est légué à la Société de secours aux blessés militaires (SSBM), future Croix-Rouge française. Il est actuellement le siège de la Délégation territoriale de Paris de la Croix-Rouge française.

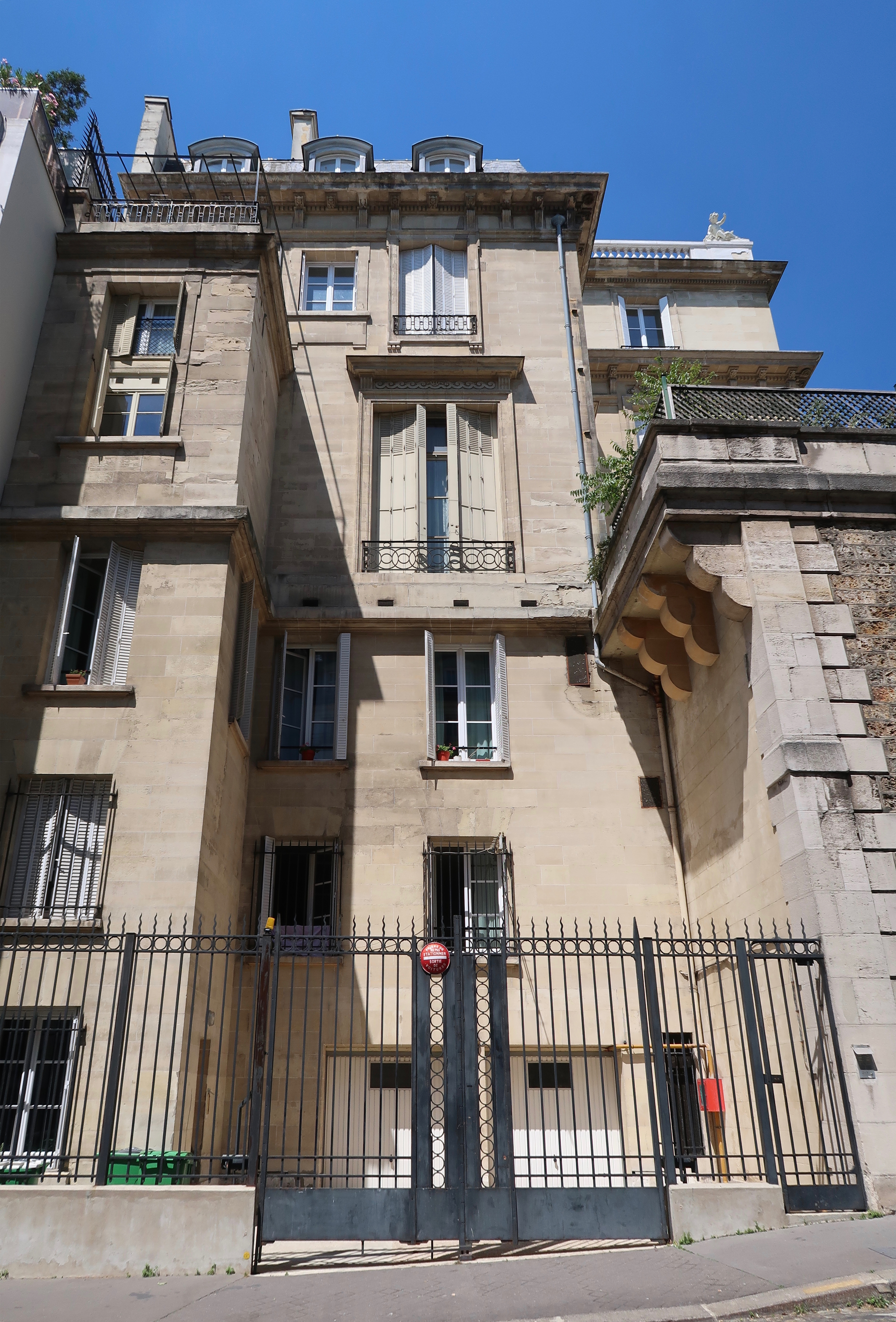
Nos 2-4 : entrée de service de l'hôtel de La Trémoille.
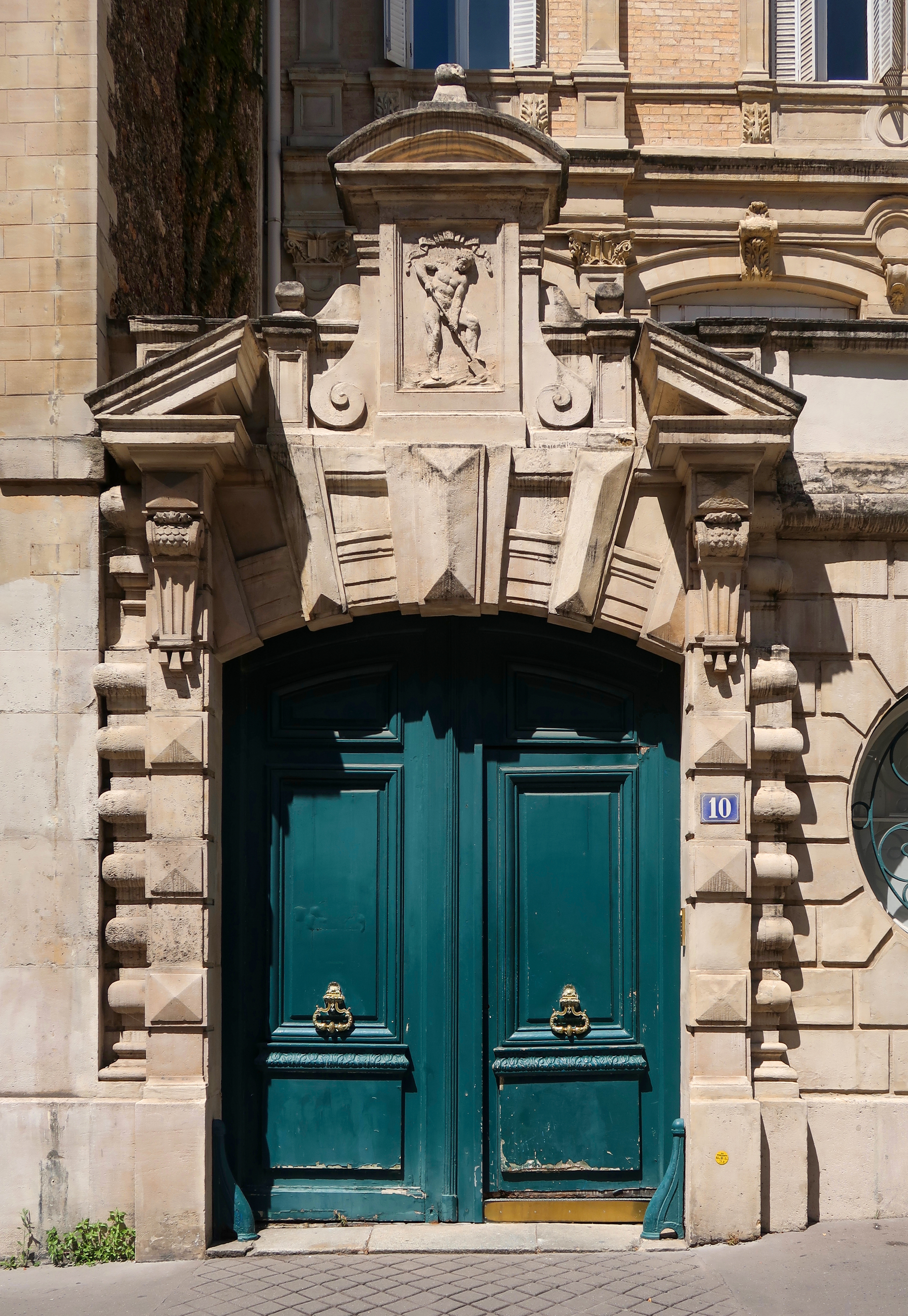
No 10 : portail d'entrée.
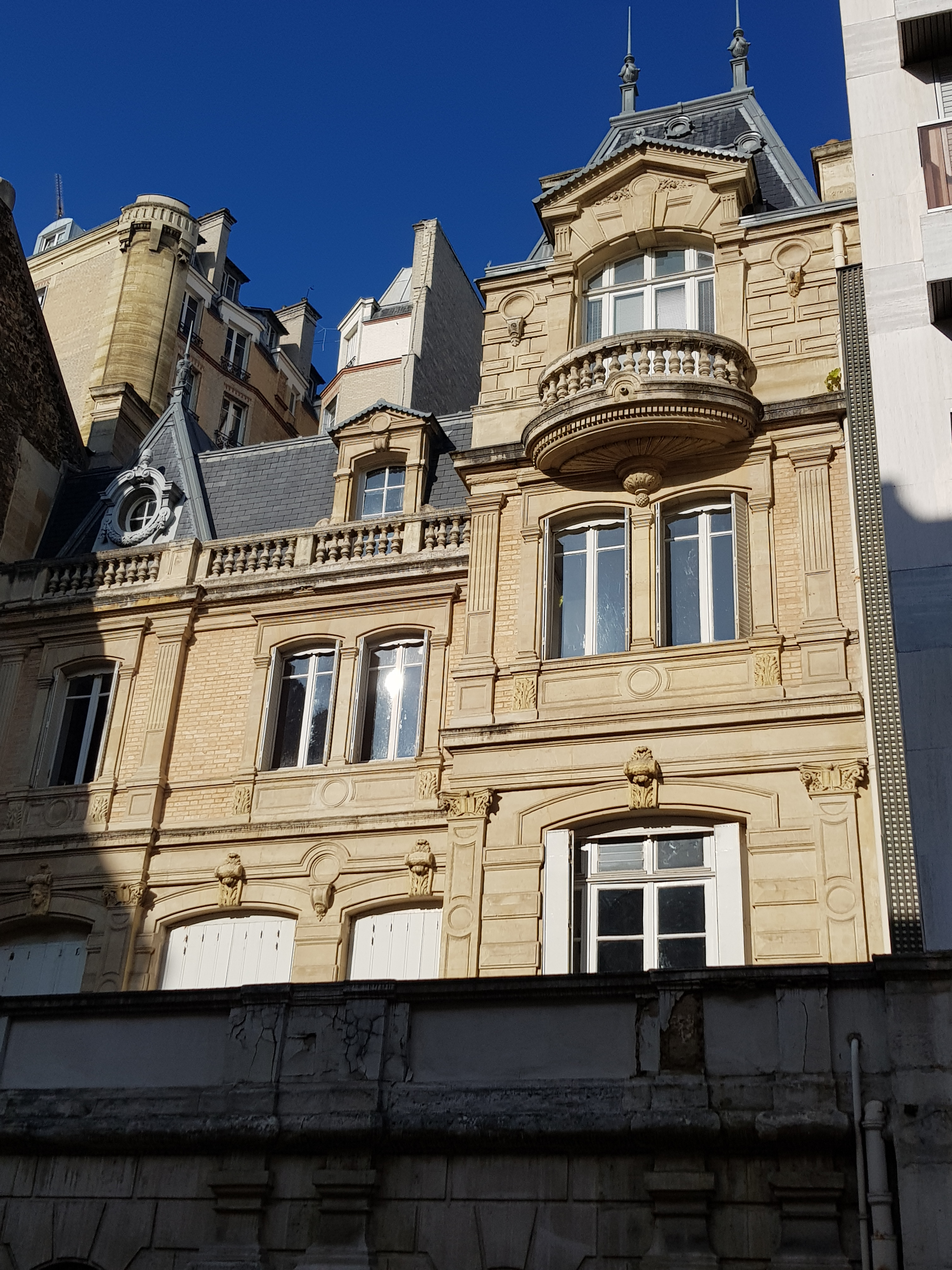
No 10 : façade.
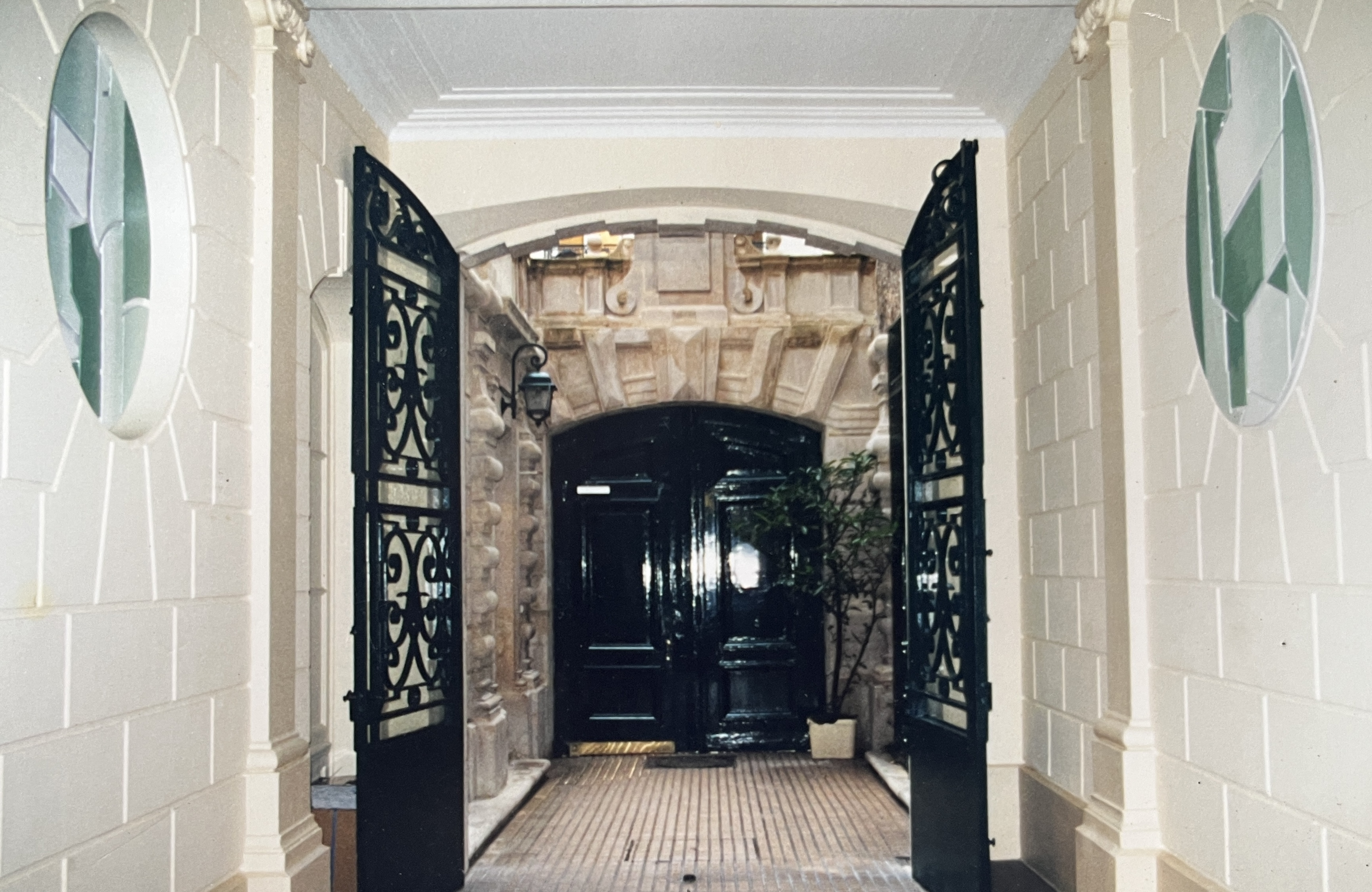
No 10 : Hall d'entrée décoré en 1991 par l'artiste Philippe Carré (1930-2022).
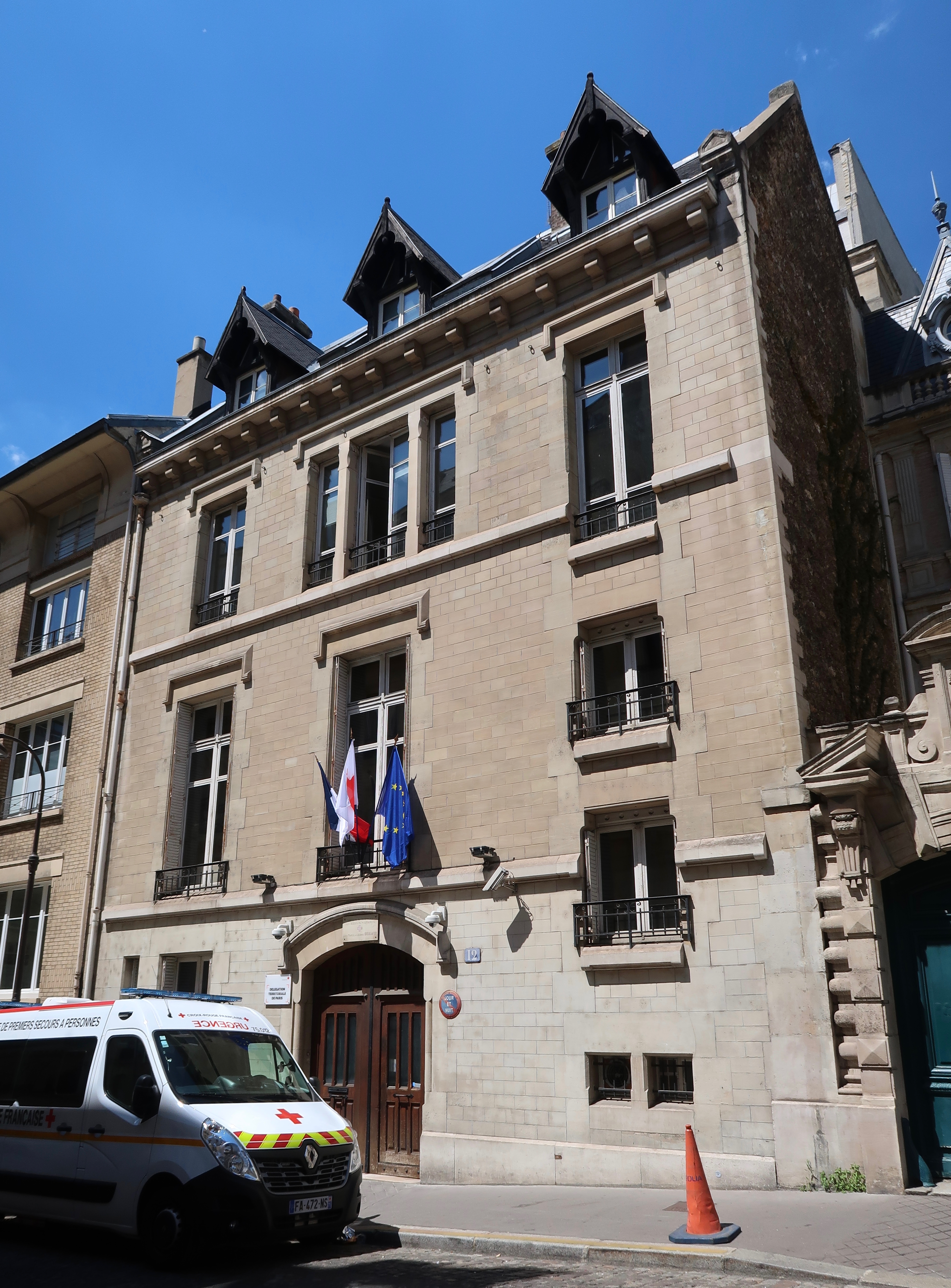
No 12 : façade de l'hôtel Dieulafoy.
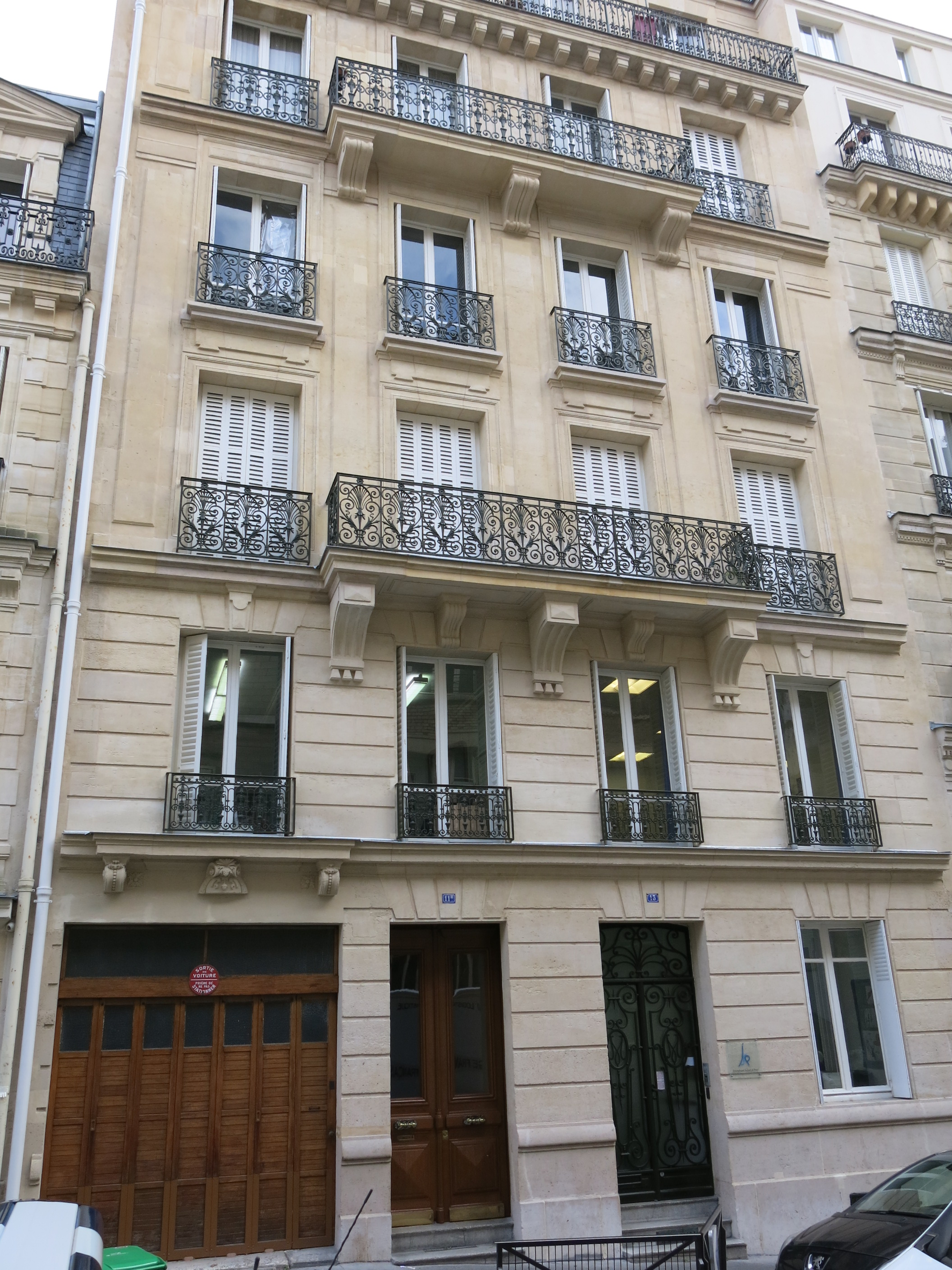
No 13 : International School of Paris (école secondaire).